# Château de Commercy
 (octobre 2021).
Si vous disposez d'ouvrages ou d'articles de référence ou si vous connaissez des sites web de qualité traitant du thème abordé ici, merci de compléter l'article en donnant les références utiles à sa vérifiabilité et en les liant à la section « Notes et références ».
Le château de Commercy est un château situé à Commercy dans le département de la Meuse, autrefois chef-lieu d'une principauté souveraine qui échut à Charles-Henri, comte de Vaudémont, fils légitimé du duc Charles IV de Lorraine.
Le château fait l'objet d'un classement au titre des monuments historiques depuis 1960, tandis que les communs sont classés depuis juin 1972.

## Historique
Le château actuel occupe l'emplacement d'un château fort édifié au XIIIe siècle sur une petite éminence dominant la Meuse. Il a été partiellement reconstruit au XVe siècle pour Robert II, seigneur de Commercy.
Ce château, dont il avait hérité de sa mère, est transformé en conservant les soubassements médiévaux au début du XVIIe siècle par le cardinal de Retz qui en a fait sa résidence.
- 1708 : Le comte Charles-Henri de Lorraine-Vaudémont (1649 - † 1723), fils naturel du duc Charles IV de Lorraine, acquiert la principauté de Commercy. Il fait construire dans cette petite capitale, sur les vestiges d'un ancien château médiéval, un vaste château baroque par l'architecte Nicolas d'Orbay[3]. Le bénédictin de Saint-Mihiel, Léopold Durand, sous l'inspiration de Germain Boffrand, en dresse les plans et conserve les bases d'un ancien château fort cantonné de tours rondes.

- 1723 : Le comte de Vaudémont, veuf et sans enfant survivant, cède sa principauté et son château à son cousin le duc Léopold Ier de Lorraine. À sa mort en 1729, c'est son fils le duc François III de Lorraine qui en hérite.

- 1737 : Au terme de la guerre de Succession de Pologne, La Lorraine et le Barrois sont concédés à titre viager à Stanislas Leszczynski, roi détrôné de Pologne mais beau-père du roi Louis XV. La duchesse douairière Élisabeth-Charlotte d'Orléans, veuve du duc Léopold Ier, obtient la souveraineté de la principauté. Elle fait du château sa résidence jusqu'à sa mort en 1744.

- 1744 : À la mort de la duchesse douairière, le château devient la propriété du duc Stanislas Leszczynski. L'ex-roi de Pologne en fait une de ses résidences favorites. Avec sa cour, il fait de fréquents séjours à Commercy, où l'étiquette est plus détendue qu'au château de Lunéville. Voltaire, Émilie du Châtelet et Jean-François de Saint-Lambert viennent passer l'été 1748 au château. En 1755, Madeleine Paulmier dormit au château et, selon la légende, donna son prénom au célèbre gâteau, la madeleine. Le roi Stanislas fait également aménager des annexes : le « château d'eau » au bord de la Meuse et la « fontaine royale » dans la forêt de Commercy, qui est son territoire de chasse.

- 1766 : La mort de Stanislas entraîne l'annexion des duchés de Lorraine et de Bar au royaume de France. Son beau-fils et héritier, le roi Louis XV, ordonne l'abandon du château. Les abords du château deviennent un quartier de cavalerie de 1767 à 1927. Négligés, les jardins disparaissent rapidement, l'ancien grand parterre et le grand canal sont détruits, le « château d'eau » incendié. Le roi Louis XV fait détruire la « fontaine royale » dès la mort de Stanislas.

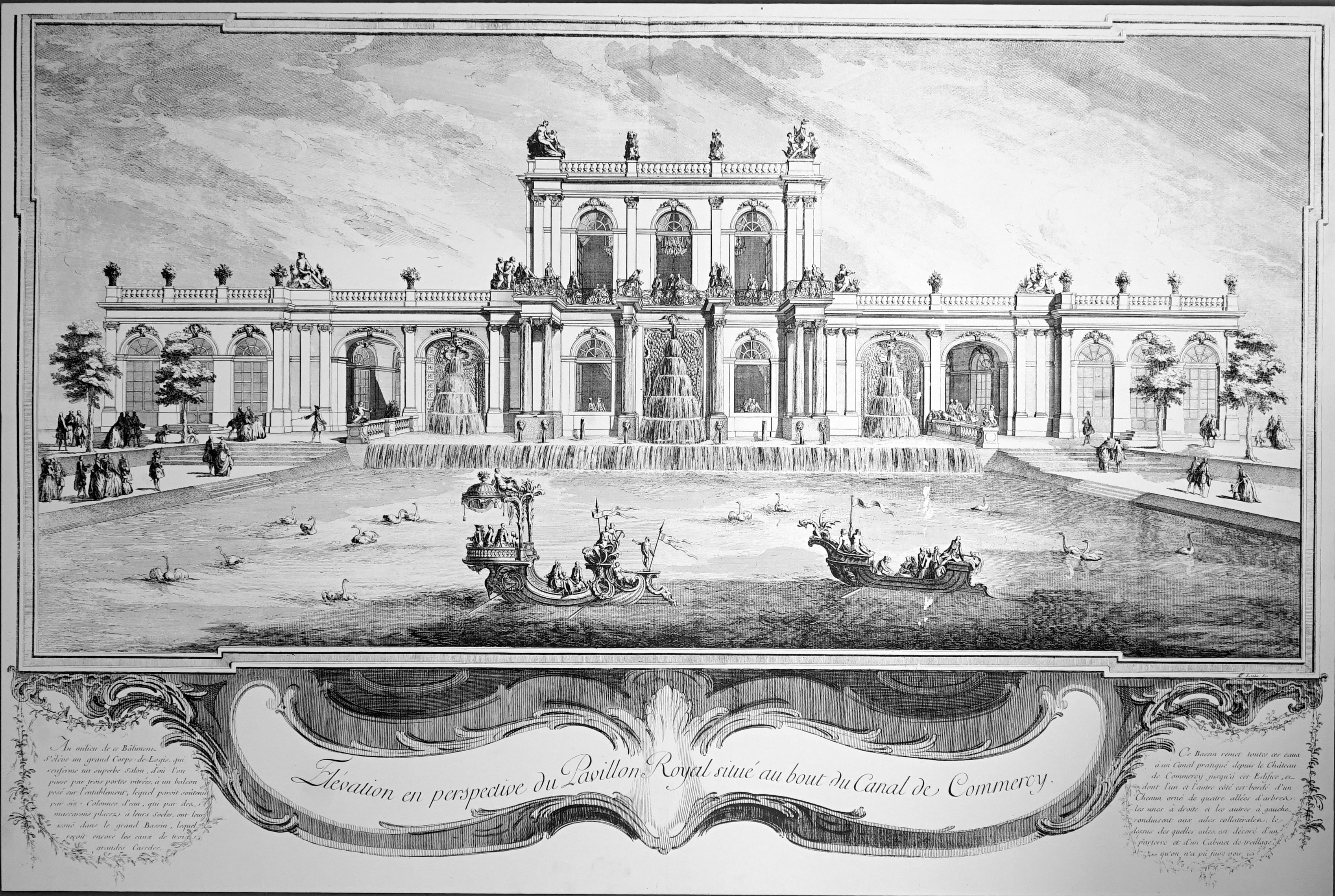
La pavillon royal et une partie du plan d'eau.

- XIXe siècle : Le château est coupé de ses anciens jardins au milieu du XIXe siècle par les constructions du canal de la Marne au Rhin et de la ligne de chemin de fer Paris - Strasbourg. On y a aussi construit un vélodrome. Il subsiste quelques vestiges de décorations des jardins sur les rives de la Meuse. Les fabriques et les pièces d'eau des jardins ont disparu. Le château est affecté en quartier de cavalerie.
- 1926 : Le château est inscrit monument historique.

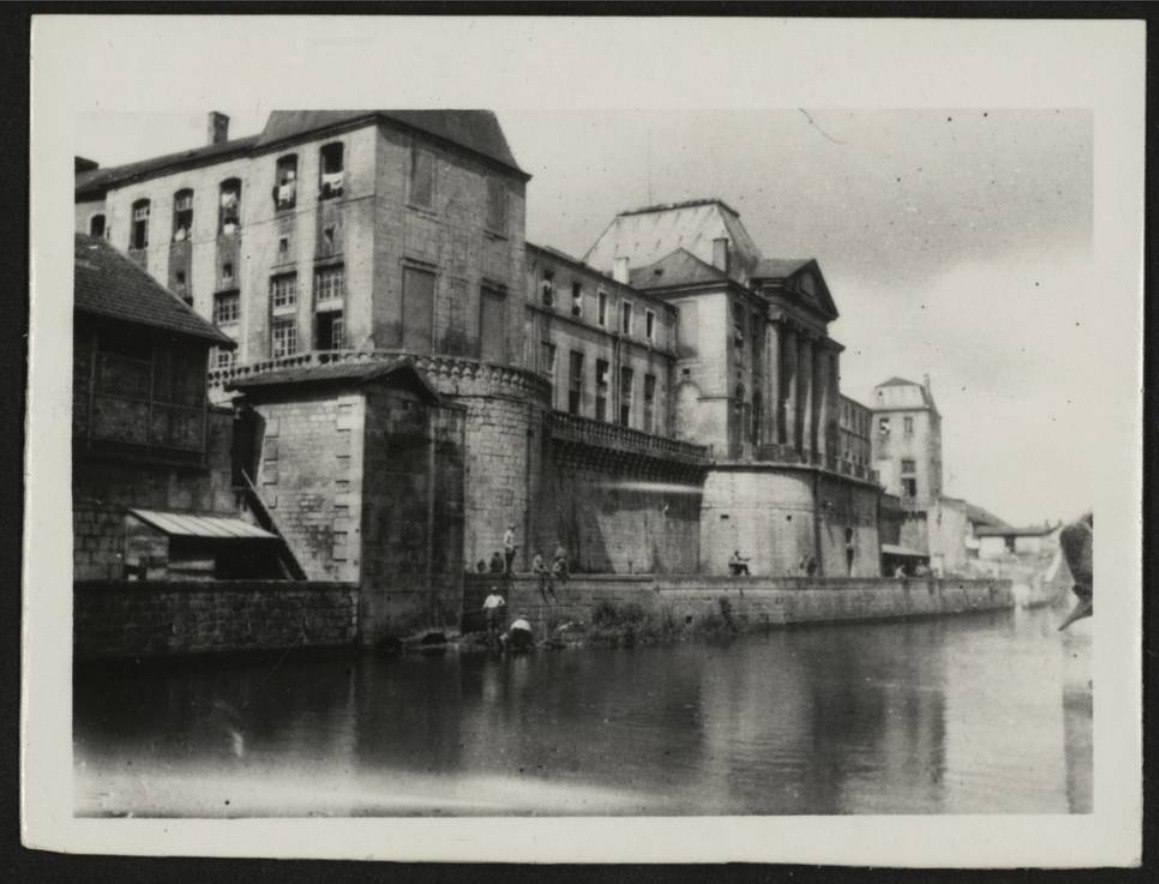
Façade sur Meuse du château en 1915 par Henri Breuil.

- 1940 : Le château sert de caserne, d'intendance, de centre mobilisateur et de logement de sous-officiers lors de la Seconde Guerre mondiale. Le 31 août 1944, le château est lourdement endommagé par un terrible incendie.

- 1957 : La commune de Commercy achète les ruines du château à l'État pour le restaurer.

- 1960 : Diverses parties du château sont classés monument historique.

- 1972 : Les communs sont classés monument historique.

- 1977 : Achèvement des travaux de restauration. En effet, à la suite des dégâts liés à la Seconde Guerre mondiale, les façades côté ville ont été entièrement restaurées laissant place à la place en forme de fer à cheval. Il abrite aujourd'hui les services de la mairie, la bibliothèque municipale et diverses administrations.

## Propriétaires successifs
- 1640-1679 : Jean-François Paul de Gondi, cardinal de Retz (1613 - † 1679)
- 1708-1723 : Charles-Henri de Lorraine-Vaudémont, prince de Vaudémont (1649 - † 1723)
- 1723-1729 : Léopold Ier, duc de Lorraine et de Bar  (1679 - † 1729)
- 1729-1737 : François III, duc de Lorraine et de Bar  (1708 - † 1765)
- 1737-1744 : Élisabeth-Charlotte d'Orléans, duchesse douairière de Lorraine et de Bar (1676 - † 1744)
- 1744-1766 : Stanislas Leszczynski, duc viager de Lorraine et roi de Pologne (1677 - † 1766)
- 1766-1957 : l'État français
- depuis 1957 : la commune de Commercy

## Célébrités liées au château
Du 11 septembre au 5 octobre 1738, la femme de lettres Françoise de Graffigny fait une dernière visite à Commercy, et ses lettres au poète François-Antoine Devaux brossent un tableau animé de la vie.
Le château accueillit Voltaire, qui y séjourna avec la marquise du Châtelet et y composa Nanine et Sémiramis.
Madeleine Paulmier, jeune servante de la marquise de Beaumont en 1755 à la cour de Stanislas sauva Stanislas du ridicule en préparant un dessert dont elle tenait la recette de sa grand-mère et auquel le roi donna son prénom : la  madeleine de Commercy.

## Architecture

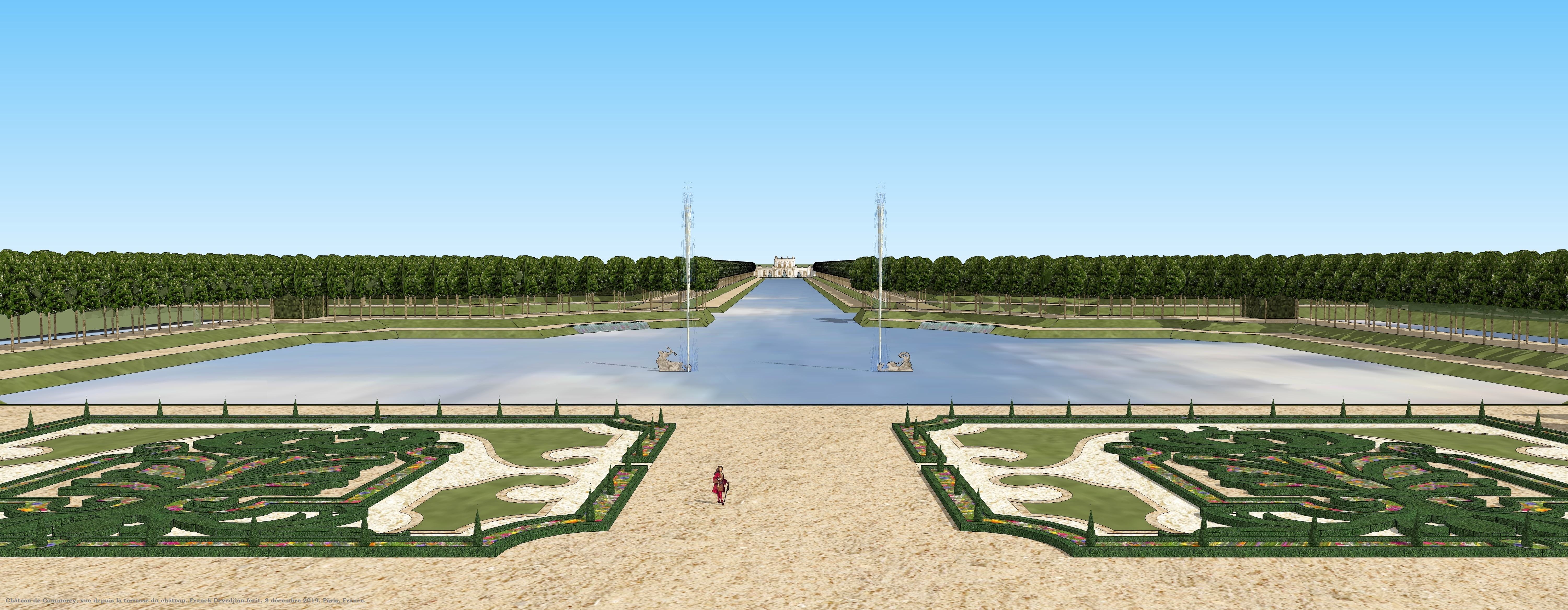
Vue du côté du jardin du château de Commercy depuis la terrasse, XVIIIe siècle.

La cour d'honneur, fermée sur l'extérieur par une grille monumentale, est encadrée sur deux côtés par les communs, superbes constructions basses dont l'ordonnancement s'inscrit en hémicycle de la place du «Fer à Cheval». De grandes arcades à refends surmontées de terrasses bordées de balustrades avec pots à feu, embellissent cette partie du château transformé par l'architecte de Stanislas, Emmanuel Héré.
Dans le prolongement des communs, au fond de la cour, se dressent enfin les deux ailes en retour d'équerre du château avec leurs deux étages de fenêtres rectangulaires, encadrant le corps de logis principal dont la façade comporte un avant-corps central à quatre colonnes, surmonté d'un fronton triangulaire.
La façade postérieure du corps de logis principal est portée par un fort soubassement en terrasse compensant la déclivité du terrain, avec un escalier monumental à rampes multiples. Cet ensemble domine le site de la Meuse dont les eaux calmes coulent en contrebas.

## Galerie d'images

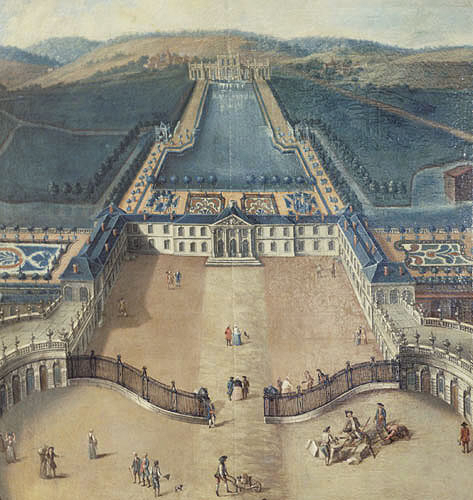
Peinture du château au XVIIIe siècle (vue depuis la ville), artiste anonyme, conservée au château de Lunéville.
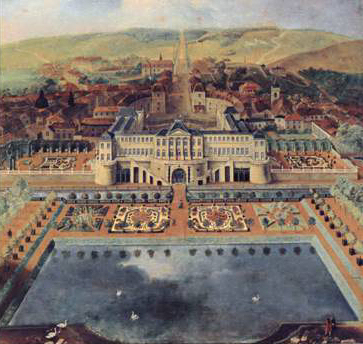
Peinture du château au XVIIIe siècle (vue depuis les jardins), artiste anonyme.
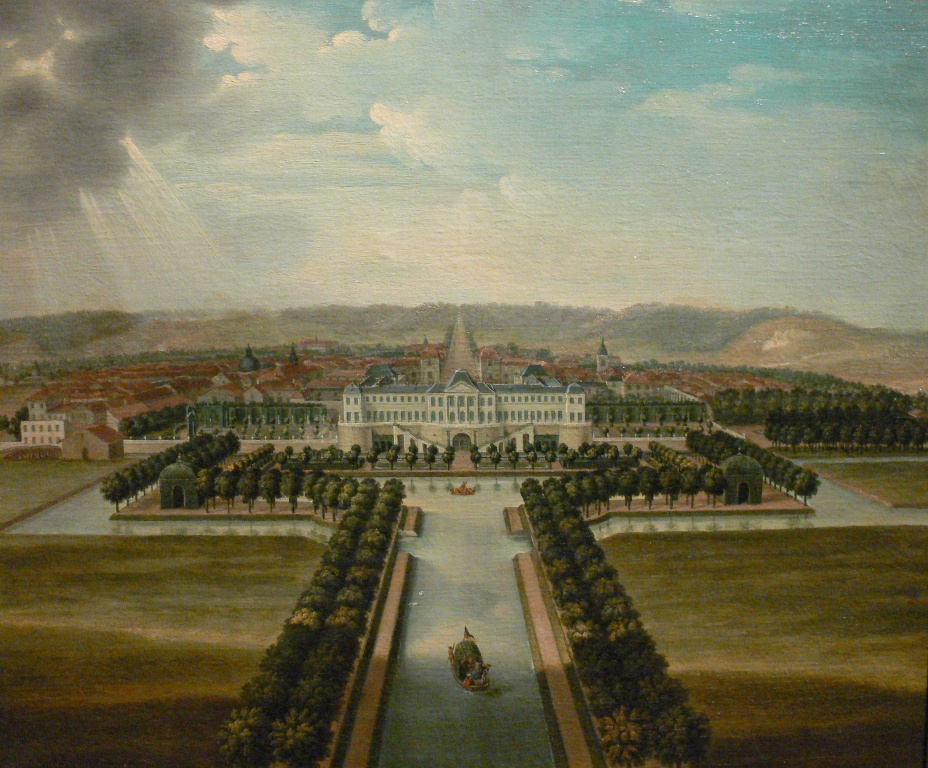
Peinture du château au XVIIIe siècle (vue depuis les jardins), artiste anonyme, conservée au Musée lorrain de Nancy.
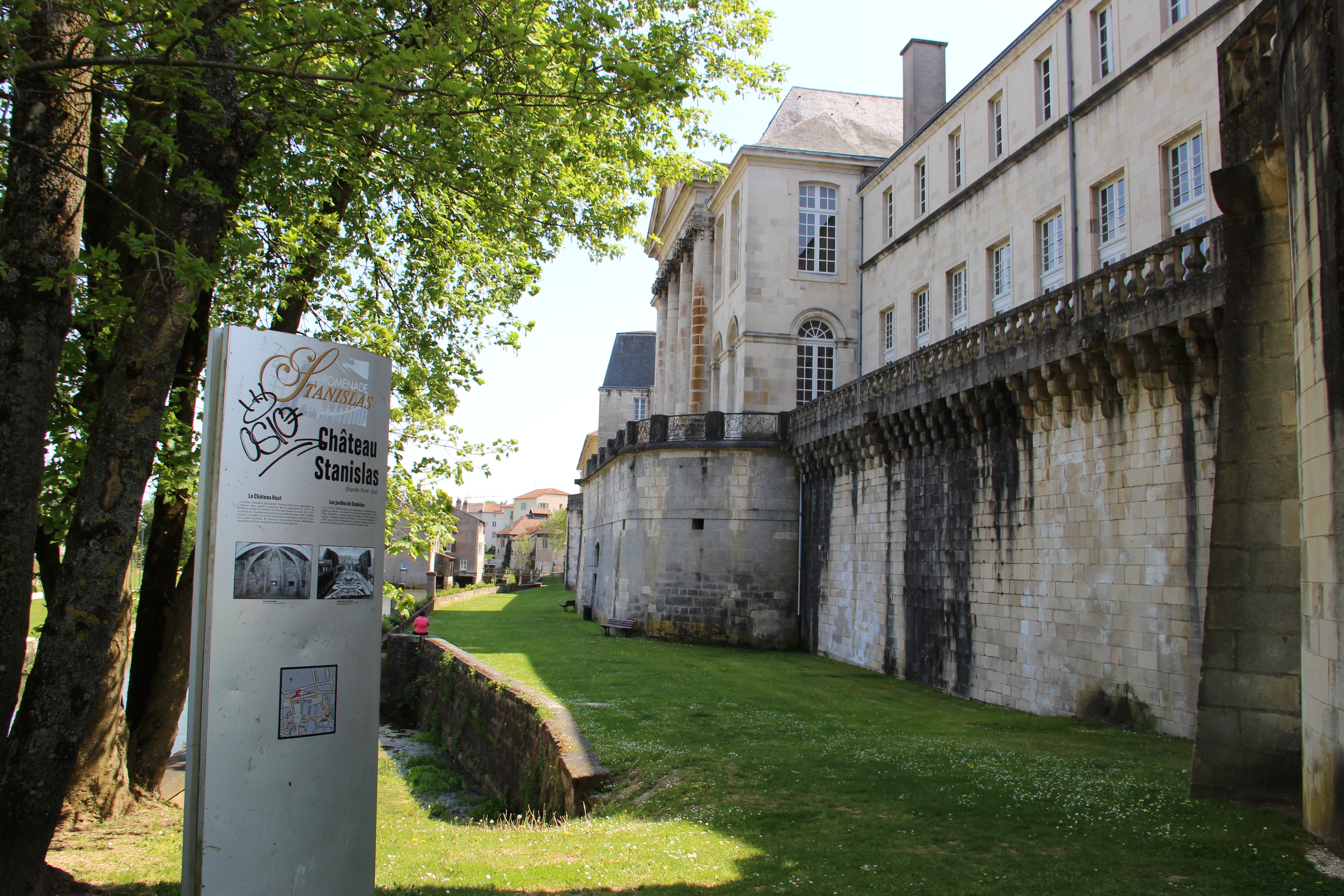
Façade arrière du château.
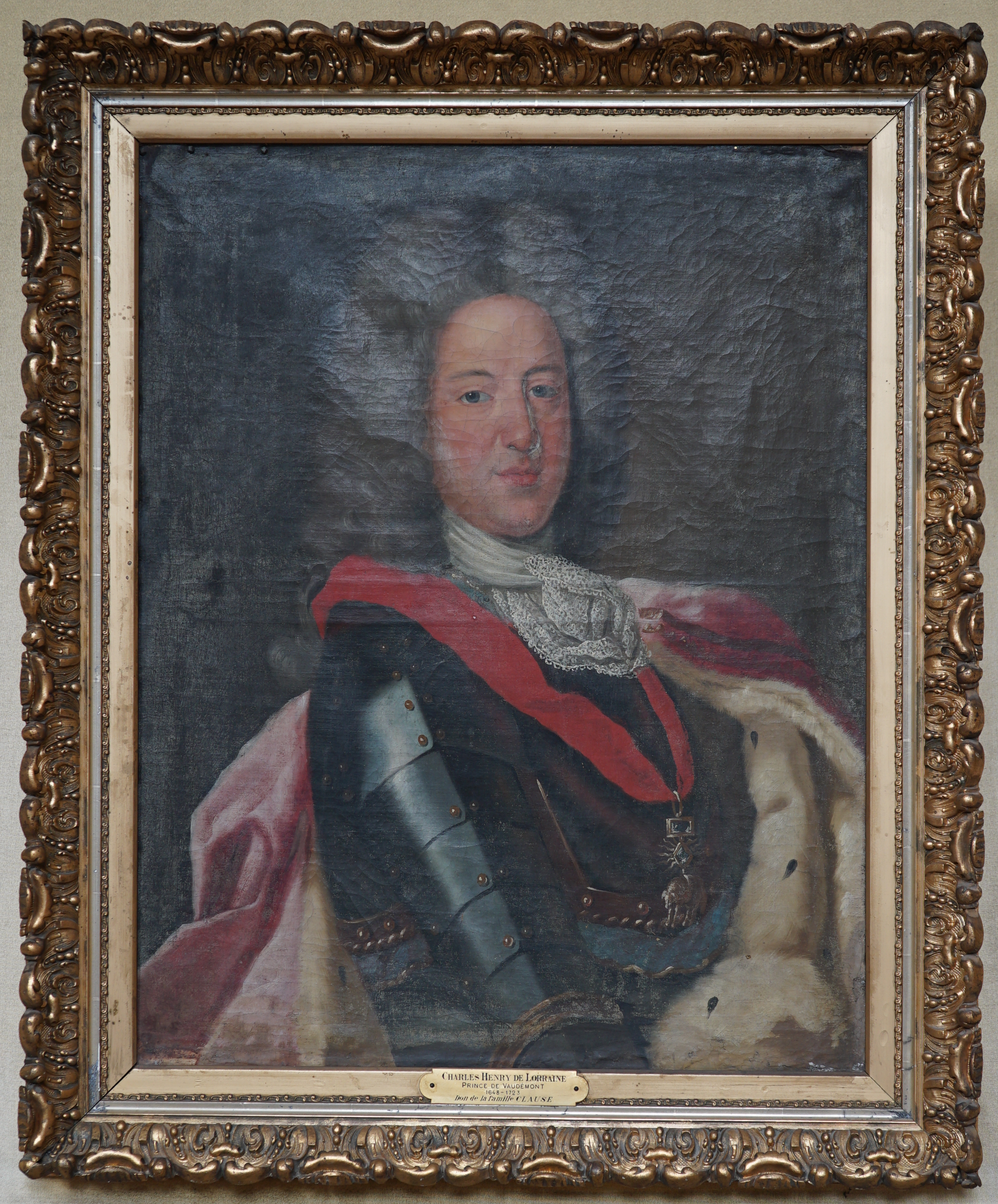
Portrait de Charles-Henri.
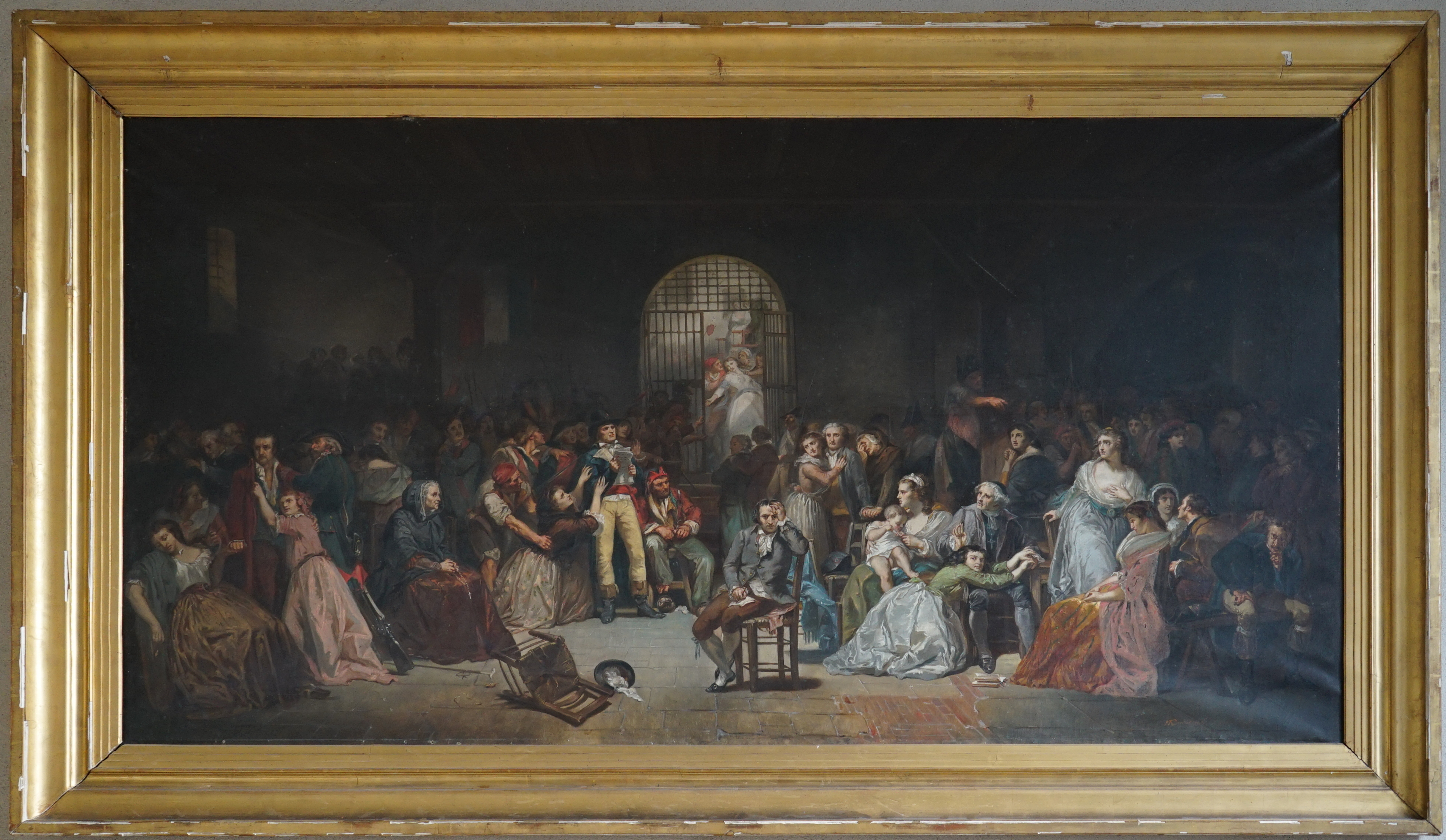
Appel des condamnés à la conciergerie.
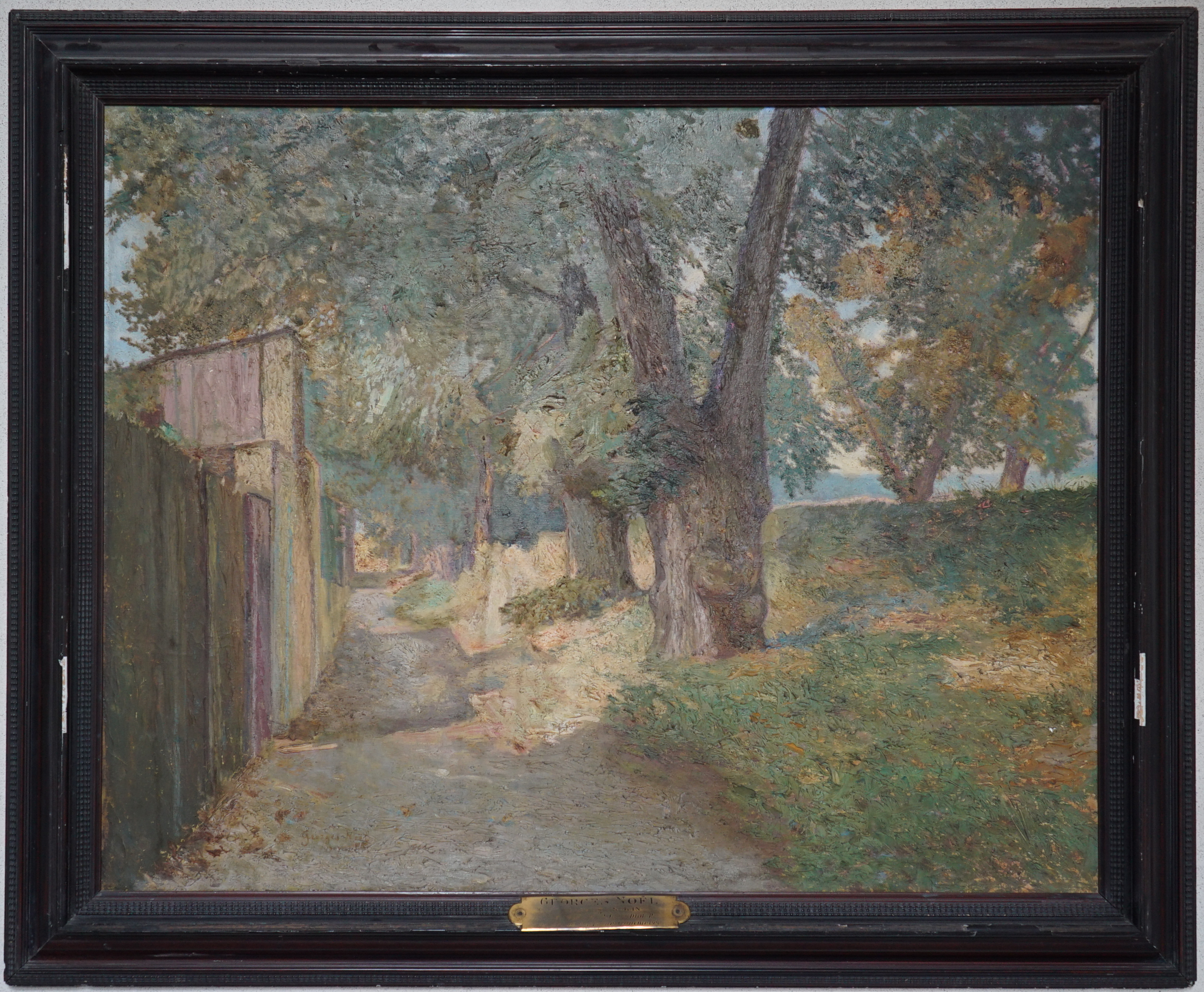
Tilleuls en juin, Georges Noël.
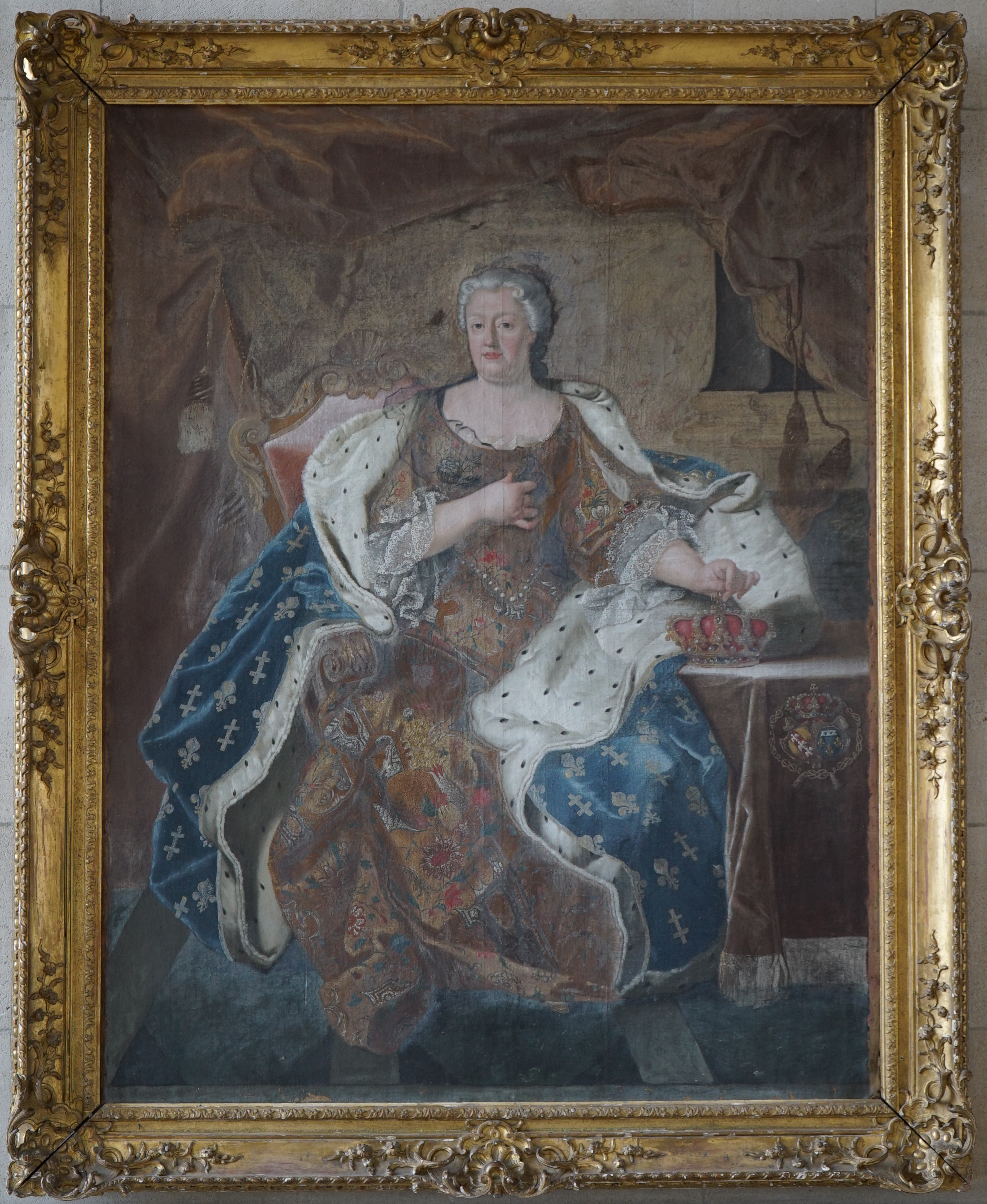
Elisabeth Charlotte d’Orléans, copie de Rigaud, présenté au château.
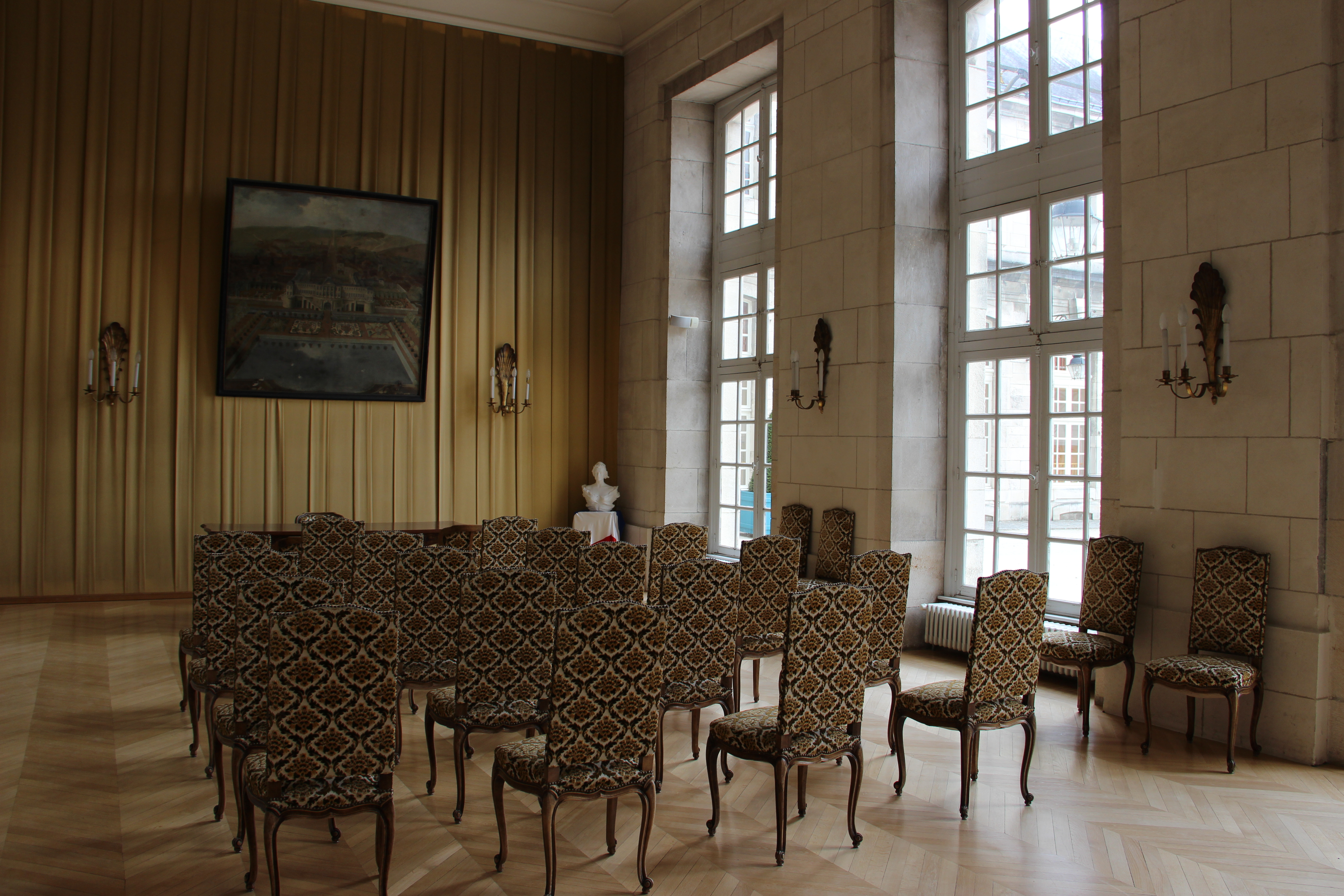
Salle des mariages.